# Daniele Nardello
Daniele Nardello (Varese, 2 agosto 1972) è un dirigente sportivo ed ex ciclista su strada italiano.
Professionista dal 1994 al 2009, vinse una tappa al Tour de France, due alla Vuelta a España, un Campionato di Zurigo, una Milano-Torino e un titolo nazionale in linea. Dopo il ritiro ha ricoperto per tre anni il ruolo di direttore sportivo.

## Carriera
Passò professionista nel 1994, dopo ottimi risultati nelle categorie giovanili, con la Mapei-CLAS. Nella massima categoria ottenne affermazioni di tappa sia al Tour de France, dove giunse anche per tre volte nei primi dieci della classifica generale, che alla Vuelta a España.
Numerosi i suoi piazzamenti nelle classiche nazionali ed internazionali, fra cui spiccano la vittoria nel Campionato di Zurigo 2003, la Milano-Torino 1996 ed il Campionato italiano 2001. Indossò per otto volte la maglia azzurra della Nazionale italiana ai campionati del mondo, sei nella prova in linea e due in quella contro il tempo: proprio in quest'ultima specialità fece suo un quarto posto ai campionati del mondo 1996 di Lugano. Fu infine anche uno dei cinque atleti della selezione italiana per la prova in linea dei Giochi di Atene 2004.
Nei primi mesi del 2009 gareggiò per la Fuji-Servetto, ritirandosi dopo il Giro delle Fiandre (sebbene l'intenzione fosse quella di lasciare dopo la Gand-Wevelgem di tre giorni dopo).
Dopo l'addio alle corse nel 2010 è entrato nello staff della sua ultima squadra, nota nel 2011 come Geox-TMC. Successivamente, dopo la dismissione del team spagnolo, è stato ingaggiato dal neonato team australiano GreenEDGE per la stagione 2012.

## Palmarès
- 1991 (dilettanti)

Coppa Pinot La Versa
- 1992 (dilettanti)

Coppa Colli Briantei
Trofeo Sportivi Magnaghesi
- 1995 (Mapei, una vittoria)

Parigi-Bourges
- 1996 (Mapei, quattro vittorie)

Milano-Torino
12ª tappa Vuelta a España (Benavente > Alto del Naranco)
1ª tappa Circuit de la Sarthe
Gran Premio d'Europa (con Fabio Roscioli)
- 1997 (Mapei, quattro vittorie)

1ª tappa Giro d'Austria (Eisenstadt > Graz)
7ª tappa Giro d'Austria (Villaco > Villaco)
Classifica generale Giro d'Austria
Criterium d'Abruzzo
- 1998 (Mapei, due vittorie)

13ª tappa Tour de France (Frontignan > Carpentras)
3ª tappa Grand Prix Tell
- 1999 (Mapei, due vittorie)

Parigi-Bourges
11ª tappa Vuelta a España (Huesca > Val d'Aran)
- 2000 (Mapei, cinque vittorie)

Trofeo Laigueglia
Classifica generale Circuit Franco-Belge
Tour du Haut-Var
Duo Normand (cronocoppie con László Bodrogi)
5ª tappa Giro d'Austria (Kitzbühel > Lienz)
- 2001 (Mapei, tre vittorie)

Campionati italiani, Prova in linea
Tour du Haut-Var
7ª tappa Giro d'Austria (Mauterndorf > Gröbming)
- 2002 (Mapei, una vittoria)

Coppa Bernocchi
- 2003 (Telekom, quattro vittorie)

Campionato di Zurigo
3ª tappa Hessen-Rundfahrt
2ª tappa Rheinland-Pfalz-Rundfahrt
Classifica generale Rheinland-Pfalz-Rundfahrt

## Piazzamenti

### Grandi Giri
- Giro d'Italia

1995: 53º
1996: ritirato
2002: 42º
2005: ritirato
2008: 46º
- Tour de France

1997: 18º
1998: 8º
1999: 7º
2000: 10º
2001: 57º
2003: 25º
2004: 48º
2005: 55º
- Vuelta a España

1996: 15º
1997: ritirato
1999: 23º
2005: 44º
2006: 50º

### Classiche monumento
- Milano-Sanremo

2002: 143º
2004: 172º
2008: 64º
- Giro delle Fiandre

1999: 13º
2000: 21º
2001: 5º
2002: 5º
2003: 72º
2004: 48º
- Parigi-Roubaix

1999: 22º
2000: 29º
2003: 8º
2004: 15º
- Liegi-Bastogne-Liegi

2000: 82º
2002: 55º
2004: 122º
- Giro di Lombardia

1994: 49º
1995: 2º
1996: 4º
1999: 17º
2000: 24º
2001: 40º
2002: 32º
2004: 5º
2006: 18º
2007: 18º

### Competizioni mondiali
- Campionati del mondo

Middlesbrough 1990 - In linea Juniors: 4º
Lugano 1996 - Cronometro Elite: 4º
Valkenburg 1998 - In linea Elite: 57º
Verona 1999 - In linea Elite: 10º
Lisbona 2001 - In linea Elite: 44º
Lisbona 2001 - Cronometro Elite: 24º
Zolder 2002 - In linea Elite: 98º
Hamilton 2003 - In linea Elite: 65º
Verona 2004 - In linea Elite: 67º